# 사용자 정의 함수
사용자 정의 함수(user-defined function, UDF)는 일반적으로는 함수가 기본적으로 프로그램이나 환경 안에 내장되어 있다는 가정 하에 프로그램이나 환경의 사용자가 제공하는 함수이다.

## 베이직 언어
베이직 프로그래밍 언어의 일부 오래된 구현체에서 사용자 정의 함수는 "DEF FN" 문법을 사용하여 정의된다. 더 많은 종류의 현대의 베이직은 구조화된 프로그래밍 패러다임에 영향을 받았으며, 여기에서 코드 대부분이 사용자 정의 함수나 프로시저로 작성되어 있고, 이 개념은 실질적으로 과도하게 사용된다.

## 데이터베이스
SQL 데이터베이스에서 사용자 정의 함수는 SQL 문에서 평가할 수 있는 함수를 추가함으로써 데이터베이스 서버의 기능을 확장하기 위한 장치를 제공한다. SQL 표준은 스칼라와 테이블 함수를 구별한다. 스칼라 함수는 하나의 값 또는 NULL만을 반환하지만, 테이블 함수는 각 줄이 하나 이상의 열로 된, 0개 이상의 열을 이루는 (관계형) 테이블을 반환한다.
SQL에서 사용자 정의 함수는 CREATE FUNCTION 문을 사용하여 선언된다. 이를테면, 섭씨를 화씨로 변환하는 함수는 다음과 같이 선언할 수 있다:
```
CREATE
 
FUNCTION
 
dbo
.
CtoF
(
Celsius
 
FLOAT
)

  
RETURNS
 
FLOAT

  
RETURN
 
(
Celsius
 
*
 
1
.
8
)
 
+
 
32

```

만들어진 사용자 정의 함수는 SQL 문의 식에서 사용될 수 있다. 이 쿼리는
```
SELECT
 
Name
,
 
CtoF
(
BoilingPoint
)

  
FROM
 
Elements

```

각 줄에서 이름과 끓는점을 가져온다. 열의 값을 화씨의 값으로 변환하기 위해 위에 선언된 CtoF 사용자 정의 함수를 호출한다.

### SQL 서버 2000
1. 다음의 MyFunction은 기반이 되는 뷰 MyView 보다 더 빠르게 수행되는 함수 래퍼의 예이다:
```
CREATE
 
FUNCTION
 
MyFunction
()

    
RETURNS
 
@Tbl
 
TABLE

    
(

        
StudentID
              
VARCHAR
(
255
),

        
SAS_StudentInstancesID
 
INT
,

        
Label
                  
VARCHAR
(
255
),

        
Value
                  
MONEY
,

        
CMN_PersonsID
          
INT

    
)

AS

BEGIN

    
INSERT
 
@Tbl

    
(

        
StudentID
,

        
SAS_StudentInstancesID
,

        
Label
,

        
Value
,

        
CMN_PersonsID

    
)

    
SELECT

        
StudentID
,

        
SAS_StudentInstancesID
,

        
Label
,

        
Value
,

        
CMN_PersonsID

    
FROM
 
MyView
 
--
 
where
 
MyView
 
selects
 
(
with
 
joins
)
 
the
 
same
 
columns
 
from
 
large
 
table
(
s
)

    
RETURN

END

```

2. 마이크로소프트 SQL 서버 2005에서 동일 코드 실행의 결과는 정반대이다: 뷰는 함수 래퍼 보다 더 빠르게 실행된다.
```
CREATE
 
FUNCTION
 
CubicVolume

--
 
Input
 
dimensions
 
in
 
centimeters

(

    
@CubeLength
 
decimal
(
4
,
1
),

    
@CubeWidth
  
decimal
(
4
,
1
),

    
@CubeHeight
 
decimal
(
4
,
1
)

)

    
RETURNS
 
decimal
(
12
,
3
)

AS

BEGIN

  
RETURN
(
@CubeLength
 
*
 
@CubeWidth
 
*
 
@CubeHeight
)

END

```

### 아파치 하이브
아파치 하이브는 정규 사용자 정의 언어(UDF)뿐 아니라 사용자 정의 집계 함수(UDAF)와 테이블 생성 함수(UDTF)도 정의한다. 하이브는 개발자가 자바로 사용자 정의 함수를 만들 수 있게 한다.